# King Von
戴馮·達奎恩·班尼特（英語：Dayvon Daquan Bennett，1994年8月9日—2020年11月6日），知名於藝名為King Von，是一位美國饒舌歌手和詞曲作家，出生於伊利諾伊州芝加哥，班尼特於2018年正式開始他的饒舌音樂生涯，期間他與饒舌歌手利爾·杜克簽約了其唱片廠牌Only the Family。班尼特隸屬於街頭幫派黑色門徒，並且被認為是鑽頭音樂流派的傑出人物，2020年11月6日因在亞特蘭大與饒舌歌手Quando Rondo和他的同夥發生一次衝突中遭槍殺而身亡，年僅26歲。

## 早年生活
1994年8月9日，班尼特出生於美國伊利諾伊州芝加哥，他有六個同父異母的兄弟姊妹，他主要與母親居住在芝加哥的公園大道花園住宅（該地區通常被稱為奧布洛克（O’Block），位於芝加哥的南區南區大十字路口社區）。由於當時他的父親早年被監禁，因此他與父親的關係不穩定。
2005年，班尼特11歲時他的父親遭到了一名身份不明的搶手殺害，為了掉念父親，因此開始唱起了幾首悲傷感的歌來哀悼並向他的父親致敬。
班尼特因與Chief Keef和利爾·杜克的合作見證了鑽頭音樂的誕生，然而，在2010年代，他因多項嚴重刑事指控而頻繁入獄，這使得他在開始錄製音樂之前就已經在芝加哥的鑽頭音樂界小有名氣。
2011年1月，16歲的班尼特因持械搶劫而被關進少年拘留所，在獄中，班尼特獲得了普通教育發展證書（簡稱GED）。之後他獲釋並就讀於伊利諾伊州南荷蘭的南郊區學院，他在那裡上了幾堂課之後輟學。
2014年7月，班尼特因一起槍擊案被指控一項一級謀殺罪和兩項謀殺未遂罪，該案件造成了一人死亡、兩人受傷，班尼特在庫克縣監獄被關押三年後他於2017年12月被無罪釋放，並開始他的音樂生涯，之後他加入了一個叫做黑色門徒的街頭幫派。

## 音樂生涯

### 2017年–2018年：音樂生涯的起步
2017年，班尼特與利爾·杜克簽約了唱片廠牌Only the Family，並隨後發行了一系列的單曲，第一首單曲是與芝加哥饒舌歌手THF Zoo合作的〈Beat Dat Body〉，於2018年6月17日發行。
班尼特隨後出現在2018年7月31日發行的專輯《Lil Durk Presents: Only The Family Involved》中，他參與了歌曲〈Problems〉的演唱，這首歌的音樂錄影帶於2018年8月9日發布。
班尼特隨後也於2018年10月18日發行了單曲〈War With Us〉。之後他還在12月26日發行單曲〈Crazy Story〉，這首歌成為他的突破性單曲，在Billboard Hot 100上排名第81位。

### 2019年：首張混音帶《孫子卷1》的發行
2019年1月9日，班尼特參與了芝加哥饒舌歌手Memo600的歌曲〈Exposing Me〉的混音版製作，並與Memo600交換了歌詞，內容不敬，並詳細描述了他們與附近其他鄰居對手在現實生活中的爭執和口角。2月4日，饒舌歌手FBG Duck和Rooga發布了他們自己的歌曲混音版，引發了這些目標的回應。這兩首歌均取樣自印度原創歌曲〈Sanam Re〉。歌曲大獲成功後，美國和歐洲的其他音樂藝術家也為這首歌製作了一系列混音版。
2019年2月14日，班尼特當時的女友Asian Doll推出了他的第七張混音帶專輯《無法控制》裏的單曲〈Grandson〉，班尼特也在該單曲的音樂錄影帶中參與演出。
2019年5月，班尼特與利爾·杜克合作單曲〈Crazy Story〉，該單曲的音樂錄影帶於5月20日發布，這首歌在Bubbling Under Hot 100排行榜上最高排名第四。，而他們兩個合作的另外一個單曲〈Like That〉於7月9日發行，隨後第三版的單曲《Crazy Story, Pt. 3》則於9月13日發行。
2019年9月2日，班尼特發布了他的單曲〈What It’s Like〉，作為他於2019年9月宣布的首張混音專輯的單曲前奏。
2019年9月20日，他開始透過了唱片廠牌Only the Family和唱片公司帝國唱片發行商推出了他的首張混音帶專輯《孫子卷1》，由Chopsquad DJ製作，混音帶包含三首曲目，分別為〈Twin Nem〉和〈Crazy Story〉的混音版本，均由利爾·杜克傾情演繹；另一首則收錄了與OTF成員Booka600合作的〈Jet〉。混音帶還收錄了系列單曲〈Crazy Story〉、〈Crazy Story, Pt. 3〉以及他於2018年10月18日發行的第二首單曲〈War With Us〉。
該專輯隨後在Billboard 200上首發時排名第75位，後來最高達到第53位，同時在嘻哈/R&B專輯榜上排名第27位，在獨立專輯榜上排名第9位。
2019年11月16日，班尼特發布了單曲〈2 AM〉，並於同日發布相應影片。11月29日，班尼特與YNW Melly合作發行了單曲〈Rollin〉，並附帶音樂錄影帶。

### 2020年：第二張混音帶專輯《Levon James》和首張錄音室專輯《歡迎來到奧布洛克》的發行
班尼特於2020年2月21日發布了含有音樂錄影帶的〈Took Her to the O〉，這將成為他最成功的單曲。隨後該單曲和〈Rollin〉收錄在了班尼特的第二張混音帶專輯《Levon James》，該專輯於2020年3月6日透過唱片廠牌Only the Family和唱片公司帝國唱片發行商發行，隨後在Billboard 200中排名第63位，最高達到第40位。該專輯包含16首曲目，由Chopsquad DJ製作，收錄了NLE Choppa、Tee Grizzley、G Herbo、利爾·杜克、YNW Melly、Booka600 和Yungeen Ace的歌詞。〈On Yo Ass〉的音樂影片於2020年3月6日發布，與專輯發行日期一致，而饒舌歌手G Herbo也在這首歌曲中獻聲，同樣由Chopsquad DJ製作。〈Trust Issues〉音樂影片於2020年3月20日發布，而饒舌歌手Yungeen Ace也在這首歌曲中獻聲；在這首歌中，班尼特改變了他的黑幫風格，展現了他更溫柔的一面。2020年4月6日，班尼特在YouTube上發布了〈3 AM〉的官方音樂影片，之後他於2020年4月29日發布了單曲〈Grandson For President〉，之後他還發布了〈Broke Opps〉的音樂錄影帶。.
2020年10月30日，班尼特透過了唱片廠牌Only the Family和唱片公司帝國唱片發行商發布了他的首張也是生前唯一一張發布的錄音室專輯《歡迎來到奧布洛克》，之後他於2020年7月27日首次發行了專輯的主打單曲〈Told Why He Told〉，並在YouTube上發布了音樂影片。隨後，他於2020年8月5日發行了單曲〈All These Niggas〉，並與利爾·杜克合作，但由於法律原因，班尼特無法出現在隨附的音樂影片中，該影片於同一天發布，並在兩個月內在該平台上獲得了2400萬次觀看。隨後，他於2020年8月26日發行了另一首單曲〈How It Go〉，並附帶音樂錄影帶。
2020年10月9日，班尼特發布了與來自紐約的饒舌歌手Fivio Foreign合作的〈I Am What I Am〉，並附帶音樂錄影帶。兩週後，班尼特在他的官方頻道上發布了〈Gleesh Place〉和另一個音樂影片，此發布是為了迎接2020年10月30日正式發布的《歡迎來到奧布洛克》，這張是他的首張錄音室專輯，由Chopsquad DJ、Tay Keith、Wheezy和Hitmaka等人製作，同時也和Prince Dre、利爾·杜克、Dreezy和Moneybagg Yo等人合作。這張專輯包括與Polo G合作的單曲〈The Code〉，並附帶音樂錄影帶。這張專輯在告示牌上最佳200張專輯中排名第5，在最佳R&B/Hip Hop專輯中排名第1，在最佳獨立專輯中排名第1，在加拿大最佳100張專輯中排名第12。
在接受《Complex》採訪時，班尼特透露了他對新項目的願景，以及與他之前的混音帶專輯《Levon James》的主要區別。他宣稱：「如果你正在做某事並堅持下去，你就會得到更好的結果。一切都會變得更好。這是真的，我一直在努力。」在接受Uproxx的另一次採訪時，他表示，他想把這個項目獻給他的社區，以及所有在那裡生活和奮鬥的人們。
之後他的單曲〈Wayne's Story〉、〈Armed & Dangerous〉、〈Mine Too〉和〈Demon〉的音樂錄影帶相繼發行。